# Aspe
Aspe község Spanyolországban, Alicante tartományban. Lakosainak száma 21 969 fő (2024). Aspe Crevillent, Elche, Hondón de las Nieves, La Romana, Novelda és Monforte del Cid községekkel határos.

## Népesség
A település lakosságának változását az alábbi diagram mutatja:
| Lakosok száma | 16 692 | 17 833 | 18 821 | 20 180 | 20 292 | 20 248 | 20 482 | 20 714 | 21 088 | 21 969 |
|               | 2001   | 2004   | 2006   | 2009   | 2011   | 2014   | 2016   | 2019   | 2021   | 2024   |